# Vortice subtropicale del Nord Pacifico

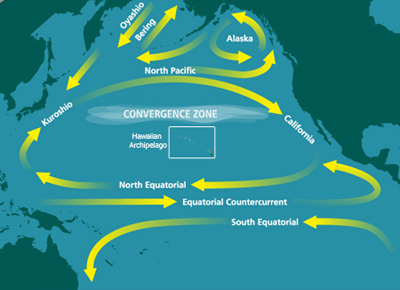
Le principali correnti oceaniche coinvolte nel Vortice subtropicale del Nord Pacifico

Il vortice subtropicale del Nord Pacifico (conosciuto anche come North Pacific Gyre, o semplicemente vortice del Nord Pacifico) è una corrente oceanica a forma di vortice circolare localizzato tra l'equatore e il 50° di latitudine nord.
Occupa approssimativamente un'area di 34 milioni di km², si muove in senso orario ed è formato prevalentemente da quattro correnti oceaniche: la corrente del Nord Pacifico a nord, la corrente della California ad est, la Corrente Equatoriale Nord a Sud e la corrente Kuroshio a ovest.